# Crudia gossweileri
Crudia gossweileri är en ärtväxtart som beskrevs av Baker f.. Crudia gossweileri ingår i släktet Crudia, och familjen ärtväxter. Inga underarter finns listade i Catalogue of Life.